# NGC 5304
NGC 5304 (również PGC 49090) – galaktyka eliptyczna (E-S0), znajdująca się w gwiazdozbiorze Centaura. Odkrył ją Lewis A. Swift 10 kwietnia 1885 roku.
W galaktyce tej zaobserwowano supernową SN 2005al.